# ダイアクロン
ダイアクロン（Diaclone）は、タカラトミー（旧・タカラ）が展開する変形合体ロボット玩具、および架空の軍事組織。1980年から1984年までの旧シリーズ（以下「1980年版」と表記）と、2016年からの新シリーズ（以下「2016年版」と表記）が展開されている。

## 概要
ミクロマンで重視された「可動人形とそれが乗り込む変形メカ」の路線を練り直し、全高約3cmの搭乗員フィギュア「ダイアクロン隊員」と変形合体ロボットの取り合わせを基本として展開された玩具シリーズ。TV媒体に依存しないタカラのオリジナルキャラクターのひとつで、1980年に誕生した。
タカラ社内で1978年に立ち上がったTVアニメーション企画の一つ『戦艦ロボダイオン』やミクロマンの未発売商品を基に製品開発が進められ、「ダイヤのように固い友情、サイクロンのように力強い仲間たち」から「スケールゾーンダイヤクロン」と命名されたのちダイアクロンと改名された。その裏には、当時の男児向け玩具の花形だったポピー社のロボット玩具「超合金」シリーズを超えるべく、金属よりも硬いダイヤモンドで市場に嵐（サイクロン）を巻き起こそうという決意が込められている。
初期のSF風の未来型マシンはスタジオぬえによる緻密なメカデザインで、当時の玩具では珍しい1/60の統一スケールであった。そのコンセプトはディオラマ作りにも一役買っており、小型フィギュアとの組み合わせを重視した玩具やプラモデル（ゾイドなど）が増えるきっかけを作っている。
1982年になると、精巧にミニチュア化された実在の乗り物がロボットに変形する『カーロボット』をはじめとした「リアル&ロボット」シリーズが主体となっていく。児童の人気と玩具の売上が更に上がった代わりに、製品サイズの関係上それまでの統一スケールを放棄することとなり、次第に隊員フィギュアとの連携が希薄になった。その一方で、パワードスーツを主軸としたプラモデルが日東科学から発売され、本来のターゲット年齢より上の層にもダイアクロンの名が広がることとなった。
1984年にアメリカにてハズブロによるダイアクロンと『ニューミクロマン』の『ミクロチェンジシリーズ』そして他社の変形ロボットを混合し新たな設定を与えられた『トランスフォーマー』が大ヒットし、翌年に日本へ逆輸入されるとともにダイアクロンシリーズは発展的解消となった。
2015年10月には「新生ダイアクロン」として35年ぶりのシリーズ復活を宣言、同時に「ダイアバトルスV2」を第一弾とする玩具展開を発表した。翌年の5月にダイアバトルスV2が発売、それを皮切りに新型パワードスーツやビッグパワードGVなどの1/60スケールに統一された大小さまざまなSF風変形合体ロボットの製品展開がなされている。商品開発に際しては、初期ダイアクロン以外の過去のタカラ商品からも意匠やギミック、プレイパターンが意識的に取り入れられている。
2024年にはハイターゲット向けブランド「T-SPARK」のIPの一つとして組み込まれている。

## あらすじ

### 1980年版
198X年、地球の核に未知のエネルギー「フリーゾンエネルギー」が発見された。後の199X年には世界の5箇所に「マクロ・ゾーン」が設立され、そこに設置された「ゾーン・コンピューター」により管理される。そのゾーン・コンピューターを日本にある「ランド・マスター」が統括し、人類には明るい未来が約束されていた。しかし、宇宙の彼方からやって来たワルダー軍団がフリーゾンエネルギーを狙い侵略を開始した。ランド・マスターはワルダー軍団に対抗する為、巨大ロボによる「ダイアクロン隊」を結成、ダイアクロン隊とワルダー軍団の戦いが始まった。

### 2016年版
202X年代初頭、数十年にわたる戦いの末にエネルギー枯渇の限界に瀕したワルダー軍団は、地球のフリーゾンを吸い尽くすため最終作戦を下した。それを阻止するため、ダイアクロン隊はワルダー軍前線基地がある月面へ全戦力を注ぎ、戦いの末に勝利する。ワルダー星は壊滅して平和が訪れ、第一次対ワルダー防衛戦の暫定終結が宣言された。
しかし203X年代に入り、各星に駐在していたワルダー残存軍が集結し、地球を襲う。武装解除したマシンではなすすべがなく、ついにランド・マスターがある日本エリアの侵入を許してしまう。月面基地で密かに開発した新型マシンによって難を逃れたものの、未だに脅威は去っていない。非常事態と判断したランド・マスターは「ネオアタックシステム」を発令、新生「ダイアクロン隊」を結成する。ここに第二次対ワルダー防衛戦が開始された。

## 商品群

### 1980年版
前述のとおり小型の隊員フィギュアとの連携を重視したシリーズとして、カーロボット中盤までは必ずといっていいほどフィギュアの搭乗スペースが存在していた。カーロボット登場時に統一スケールが廃止された頃から次第にフィギュアとの連携が重視されなくなり、末期には搭乗スペースが存在しない（最初から想定していない）アイテムも発売している。
隊員フィギュアは搭乗遊びや基地遊びのできる最小限の大きさ（磁石を含めて約2.8センチ）にまで縮小し、なおかつ肩と股間が軸可動することでプレイバリューを高めている。デザインは宮武一貴が手掛けており、開発部ではそのサイズから「インチマン」とも呼ばれていた。隊員の足裏には磁石が内蔵されており、ロボットなどに埋め込まれている鉄板に立たせることができた。発売時期により隊員のデザインや胴体部に使用されるダイカストの比率が異なっている。
合体アイテムは一部を除いてセット販売と単品販売が存在する。また、パワードスーツなどの一部商品をプラモデルにリメイクしたアイテムも発売していた（※が付いているアイテム。ガンプラブームに応じて発売されたリアルカラーも存在する）。組み立て式の隊員フィギュアも付属するが、磁石が無い分全高が低くなっている。

#### 初期シリーズ
商品パッケージにはダイアモンドで形作られたようなデザインの全商品共通タイトルロゴの他、ダイアクロン隊側の商品にはロボットベースの顔面を基調にしたトレードマークが使われている。これらは2016年版にも引き継がれている。
ロボットベース
1980年版第1弾商品。移動基地に変形する。
プラモデルでもロボットベースの発売が企画されていた。
ダイアバトルス※
- バトルス1（頭部、胸部、スーパーカーに変形）
- バトルス2（腕部、戦闘機に変形）
- バトルス3（脚部、戦闘機に変形）

3機の小型メカが合体する巨大ロボット。
- 火炎戦専用耐熱タイプ（プラモデル版のみ）
- 極地戦専用強化タイプ（プラモデル版のみ）
- 霧中戦専用強化タイプ（プラモデル版のみ）

コズモローラー
装甲車から基地に変形する。偵察、哨戒を任務とする設定。
ダイアトレイン
列車形態から「ダイアファイター」と呼ばれる戦闘機に変形。
ダイアアタッカー※
爆撃機に変形する巨大ロボット。
- 空中戦専用超大型空母（プラモデル版のみ）

パワーベース
- 司令センター
- 出動エリア
- 補給エリア
- 修理センター

小型車両用の走行レーンや各種設備が造形された正方形のプレートで、前後左右に連結可能。単座の小型車両と隊員1体が付属する。
ガッツブロッカー
- ブロッカー1（頭部、胸部）
- ブロッカー2（腰部）
- ブロッカー3（肩部）
- ブロッカー4（腕部）
- ブロッカー5（拳部）
- ブロッカー6（太股）
- ブロッカー7（脚部）
- ブロッカー8（足首）

14機の小型メカ（ブロッカー3以降は同型メカが2機ずつ存在し、ブロッカー1・2と合わせて計14機となる）が合体する巨大ロボット。小型メカはそれぞれ戦闘機に変形するが、ブロッカー5のみ戦車に変形。小型メカを射出できるカタパルトが付属（単品販売ではブロッカー2に付属）。ブロッカー3から8まではジョイントパーツを使用することで連結することが出来る。
隊員が搭乗できるフックトイ版の塩ビ製ガッツブロッカーも発売されていた。玩具版同様の分離･合体が可能で、プロポーションも変更されている。塩ビ製モデルは、カーロボット展開時にも発売されている。
ダッシャー
- スカイダッシャー
- ドリルダッシャー
- F1ダッシャー

ブルバックギアによる走行ギミックが内装されたロボット。それぞれ戦闘機、ドリル戦車、F1から変形する。
- スカイロボ（砂漠戦専用超高速戦闘機、プラモデル版のみ）
- ドリルロボ（砂漠戦専用高速戦闘車、プラモデル版のみ）
- F-1ロボ（砂漠戦専用高速装甲車、プラモデル版のみ）

パワードスーツ※
- Aタイプ
- Bタイプ
- Cタイプ

対歩兵用に作られた装甲強化服。A、B、Cの3タイプがあり、それぞれ用途別のミサイル砲を装備する。
プラモデル版は玩具版よりサイズが一回り大きく各関節が可動する仕様で、本家よりも多くのバリエーションが販売されている。また、パワードスーツ専用の拡張オプションも企画されていた。
- 極地戦専用強化服・砂漠戦専用強化服・密林戦専用強化服（Aタイプ・Bタイプ・Cタイプそれぞれ3種9体。プラモデル版のみ）
- 装甲偵察大隊αタイプ・特務大隊βタイプ・ミサイル大隊γタイプ（それぞれ冬期戦専用強化タイプ・夜間戦専用強化タイプ・霧中戦専用強化タイプの3種9体。プラモデル版のみ）
- ハンググライダー（Aタイプ超高空偵察専用タイプ・Bタイプ前線降下専用タイプ・Cタイプ夜襲降下専用タイプ。プラモデル版のみ）
- ハンググライダークリスタル（Aタイプ磁力線突破専用タイプ・Bタイプ低飛行追撃専用タイプ・Cタイプ異次元偵察専用タイプ。プラモデル版のみ）

ビッグパワード※
- マッハパワード（頭部、胸部、腕部、爆撃機に変形）
- ランドパワード（腰部、戦車に変形）
- アースパワード（脚部、潜水艦に変形）

ダイアバトルスと同じく3体合体の巨大ロボ。隊員はパワードスーツに搭乗した状態で内部に格納される。プラモデル版は収納スペースの関係上、玩具版のパワードスーツも収納可能。
- 極地戦専用強化タイプ（プラモデル版のみ）
- 夜間戦専用強化タイプ（プラモデル版のみ）
- 密林戦専用強化タイプ（プラモデル版のみ）
- 高々度空中戦専用強化タイプ（プラモデル版のみ）

バトルバッファロー※
- バトルヘッダー（頭部、偵察機に変形）
- バトルブレスター（胸部、腕部、爆撃機に変形）
- バトルレッガー（脚部、戦闘機に変形）

3体合体の巨大ロボで宇宙戦用に作られたという設定。同シリーズの従来のロボットとは異なり、目鼻や口がなく顔全体がコクピットのキャノピーとなっており、異色なイメージがある。バトルヘッダーのみプルバック・モーターで走行する（プラモデル版ではオミット）。
- 亜空間戦専用強化タイプ（プラモデル版のみ）

ロボット要塞X
ロボットベースの後継機。アストロベースと呼ばれる要塞基地形態に変形できる他、ロボットベース同様の多彩なギミックを取り入れている。
なお、一部の雑誌にはロボット要塞Xのデザインはスタジオぬえではなく大河原邦男のものと記されているが、実際には河森正治のデザインである。
ダブルソルジャー
「スカイソルジャー」と「エースソルジャー」、二つのロボット形態を持つ。中間形態であるダブルファイターにも変形可能。
ツインコンバット
ダブルソルジャー同様、「レッドコンバット」と「ブルーコンバット」の二つのロボット形態に変形出来る。中間形態であるツインジェットにも変形可能。
スカイベース
巨大飛行機から「バードベース」と呼ばれる基地に変形する。付属の「スカイマシーン」と呼ばれるヘッドスカイ、ブレストスカイ、レッグスカイの3機の小型メカは「スカイロボ」に合体する。
爆転アタックロボ
- ジェットタイプ
- ドリルタイプ

ビークルモードでプルバック式ゼンマイで走行させると、その名の通りバック転のように回転してロボットに変形して立ち上がる。

#### リアル＆ロボット
1980年版後期の主力商品で前述までのSFメカとは異なり、実在する自動車や飛行機などが変形してロボットとなる。ロボットベースの顔面を基調にしたトレードマークの代わりに、カーロボットシリーズまたはリアル＆ロボットシリーズ独自のロゴが使用されている。

##### カーロボット
自動車が変形してロボットとなる。設定上では、実車に偽装することで市中に潜みながら人々を警護するとされている。スケールは約1/43。隊員を搭乗できるスペースがある。
- カウンタックLP500S※
- ワンボックス・チェリーバネット
- カウンタックLP500S・パトカータイプ※
- ワンボックス・救急車
- トヨタ・ハイラックス
- ハイラックス・レッカー車
- ホンダ・シティターボ
- ホンダ・シティR
- フェアレディZ・チューニング
- フェアレディ・ポリスカータイプ
- フェアレディ・レーシングカータイプ
- ジープ
- F-1リジェJS11
- ランチア・ストラトス
- ニューカウンタック
- ニューカウンタック・ポリスカータイプ
- 消防自動車
- クレーン車
- ポルシェ935ターボ
- シボレー・コルベットスティングレイ
- バトルコンボイ

　カーロボットの中で基地形態を持つ商品であり、 トレーラーを構成するキャブオーバー型牽引車がロボットに、被牽引コンテナが移動基地にそれぞれ変形する。基地内部にある指令塔やコンソール席に隊員を搭乗させることが可能である。非変形の四人乗り六輪バギーが付属する。
- パワードコンボイ

キャリアカーに変形する。牽引車部分はバトルコンボイのカラーバリエーションで、二段式の荷台部分が強化パーツに変形・合体する事でより大型のロボットになる。荷台は複数のカーロボットを積載可能なほか前進基地への変形も可能である一方、バトルコンボイ用コンテナのような隊員用の座席は無い。ロボット形態に組み換え変形できる「パワードバギー」が付属する。

##### その他のリアル＆ロボット
チェンジアタッカー
通常は自動車の姿だが、プルバック式ゼンマイを内蔵しており、走らせると自動的に戦闘メカに変形する。
- 三菱・スタリオン
- ワンボックス
- ランボルギーニ・チータ

ダブルチェンジャー
カーロボット同様、自動車からロボットに変形する他。中間形態として戦闘マシンにも変形できる。隊員は搭乗できないが、内部に隊員の造形がなされているものもあった。
- サバンナRX-7
- フェラーリBB
- セリカXX

ジェット機ロボ
F15ロボとも呼ばれる。F-15イーグル戦闘機が変形してロボットとなる。2種のカラーバリエーション（青と銀色）がある。コックピットに隊員が搭乗できる。
- 超高速戦闘タイプ
- アクロバットタイプ

トレインロボ
6体の電車がそれぞれロボットに変形、さらに6体合体して巨大ロボットになる。変形・合体すると隊員が搭乗できなくなるメカがある。腕と足は左右対称に造られているので左右を入れ替えても問題なく合体できる。武器と合体時に使用するパーツ以外にディスプレイ用の線路、他のトレインロボと連結するためのジョイントパーツがセットされていた。
- マッハライナー

東海道新幹線（0系）6体合体時は胸に変形。電車形態時のみ隊員搭乗可。
- ナイトライナー

ブルートレイン（EF65形1000番台）右足に変形。
- スノーライナー

東北新幹線（200系）左足に変形。
- ブレインライナー

エル特急（485系）右腕（先頭部は腰）に変形。電車形態時のみ隊員搭乗可。いわゆるロケットパンチギミックを内蔵（合体後に使用）。
- ストームライナー

東海道線（153系）左腕（先頭部は腰）に変形。電車形態時のみ隊員搭乗可。ロケットパンチギミックを内蔵しているのはブレインライナー同様。
- パワーライナー

ディーゼル機関車（DE10形）先頭部は頭、本体は腰・足の付け根に変形。
トレインロボは、後に6台セットや限定版の色替えタイプも発売された。金型自体は流用のため実車と形態は一致しない、いわゆる鉄道模型で言うところの「タイプ」ものといえる。
- シルバーライナー

東海道新幹線・オール銀メッキ版（200系、0系の金型を流用）
- バトルライナー

特急用機関車（ED76形、EF65形1000番台の金型を流用）
- イエローライナー

ドクターイエロー（0系922形、200系の金型を流用）
- サンダーライナー

寝台特急電車（583系、485系の金型を流用）
- ミラクルライナー

横須賀線（113系、153系の金型を流用）
- クリスタルライナー

ディーゼル機関車・クリアパーツ版（DE10形）
建設車ロボ・ビルド六体合体
6体の建設工作用車両がそれぞれロボットに変形、さらに6体合体して巨大ロボットとなる。単体はミニカーほどの大きさのため、隊員の搭乗はできない。後期型は合体ジョイントが改良されている。トレインロボ同様、カラーバリエーションが存在する。
- ブルドーザー
- パワーショベル
- ショベルドーザー
- ダンプカー
- クレーン車
- ミキサー車

恐竜ロボ
メカ恐竜からロボットに変形する。プテラノドンのみ無人操縦という設定のため、隊員が搭乗するスペースがない。
- ティラノサウルス
- トリケラトプス
- ブロントサウルス
- ステゴサウルス
- プテラノドン

変身戦隊トリプルチェンジャー
1980年版ダイアクロン最後の商品。それぞれ3形態の変形が出来る。小型商品のため、隊員は搭乗できない。
- ジェットタイプ

ジェット機、戦車、ロボットに変形。
- ヘリタイプ

ヘリコプター、ジェット機、ロボットに変形。

#### ワルダー軍団
トレードマークはダイアクロン隊共通のロボットベース顔面を基調としたものではなく、後述するワルダー軍団の指揮官・インガム将軍のバストアップをメインにした独自のものがパッケージに使われており、2016年版ワルダー軍団商品にも引き継がれている。
ワルダー合体・ワルダロス※
ワルダー軍団の3体合体ロボ。3体の昆虫型メカが合体し、巨大ロボとなる。
- モスキーダー：蚊型メカ。頭部を構成。
- アリンダー：蟻型メカ。胸部と両腕を構成。
- サソランダー：サソリ型メカ。腰部と両脚を構成。
- アリック専用強化タイプ（プラモデル版のみ）
- サソロン専用強化タイプ（プラモデル版のみ）
- バグモス専用強化タイプ（プラモデル版のみ）

ウォークインセクター※
歩行ギミックを持つ昆虫型歩行メカで2タイプある。搭乗員は、パワードスーツのワルダー版とも言えるワルダースーツに入った状態で搭乗する。
ワルダースーツはプラモデルでは単品版も発売されており、その中には玩具版では発売を見送られたデザインも存在する。
- ウォークインセクター1
- ウォークインセクター2
- ワルダースーツ（XX（灼熱戦専用装甲強化服）・YY（砂漠戦専用装甲強化服）・ZZ（極地戦専用装甲強化服）・OO（沼地戦専用装甲強化服）、アリック、サソロン、バグモスの6種。プラモデル版のみ）

昆虫ロボ（インセクターロボ）
それぞれ昆虫に変形するロボット。セット版にはワルダー隊員は付属しない。
- カブトロン：カブトムシに変形。
- バッタス：バッタに変形。
- クワガトラー：クワガタムシに変形。

改造怪獣マシンドラゴン
首や四肢を磁石ジョイントで別パーツに交換できるサイボーグ恐竜。過去にテレビマガジンで漫画連載し、玩具化もされた「マシンザウラー」の流用。ダイアクロン・シリーズで唯一、他シリーズからの流用商品となった。

### 2016年版
2015年に「新生（リブート）ダイアクロン」として商品展開を発表した。デザインは1980年版初期のSF風未来型マシンを継承したものとなっており、再度1/60を統一スケールとした上で隊員フィギュアとの連携も復活している。
そして2016年版の隊員フィギュアには肘・膝・腰の可動が追加され、足の磁石もネオジム磁石となり足裏に埋め込まれている。一方で胴体部にダイカストは使用されていない。
また、各商品には直径3mmまたは4mmの円柱軸とその軸受穴、その他数種類の共通規格ジョイントが設計されており、武装や取り外したパーツを異なる商品に装着・接続可能にするなど、商品間での連携も強化されている。
世界設定も1980年版を継承しており、公式サイトやリブート初期のブックレットには前述のように旧作の結末が描かれている。ストーリーは旧作の最終決戦から十年以上経過しており、旧マシンは平和利用のため武装解除した設定となっている。
なお旧カーロボットシリーズからはバトルコンボイの後継機が製品化されているが、実車への偽装要素を排除して他リブート商品と同様のSF風多用途戦闘マシンとしての要素を強調することで、トランスフォーマーシリーズの「総司令官コンボイ（オプティマスプライム）」との差別化を図っている。
またカラーリングや一部パーツの造型を変更した商品のいくつかは、タカラトミー公式通販サイト「タカラトミーモール」での期間限定受注またはイベントでのみ発売されている（商品名の後ろに★が付いているアイテム）。

#### ダイアクロン隊
ダイアバトルスV2
2016年5月発売。旧ダイアバトルス同様3機のマシンが合体して完成する。カラーリングは旧バトルス同様に赤と青を主体としたもので、今作では組み換えで様々な形態を再現出来るようになっている。
初回生産版には男性隊員が4体同梱。そのほかに「ロードヴァイパー」と呼ばれるバイクが1台付属し、隊員のポーズを変えて跨らせることができる。
- バトルス01：万能戦闘機
- バトルス02：高速戦闘機
- バトルス03：特殊車両

※「プロトタイプ（月面基地Ver.）」（★）が2016年7月に発売。灰色系統のカラーリングに変更。男性隊員が3体付属。
※「ALPHA plus ver.」が2017年8月に発売。初回生産版から可動部分や細部の塗装を変更。男性隊員が3体付属。
※「レッドライトニング」が2019年12月に発売。黒を基調として赤のアクセントを加えたカラーリングに変更。またアンテナを始めとした一部材質を変更のほか、手指の開閉ギミックを採用。付属バイクのデザインが変更され「ライドファルコン」という名称になっている。男性隊員が2体と女性隊員が1体付属。
※「＜バトルス01＞」「＜バトルス02＞」「＜バトルス03＞」がそれぞれ単品で2025年5月に発売。赤色部分の成形色を後述のダイアバトルスX-1のカラーリングに変更。細部の仕様はレッドライトニングに準じている。それぞれ隊員Ver.2.0が1体ずつと、バトルス03のみロードヴァイパー型戦闘バイクが付属。
ダイアバトルスV2 宇宙機動タイプ
2017年3月発売。バトルス02を新規造形のコスモバトルス02に変更、頭部も新規造形となっている。白色を基調とするカラーリングに変更。
各ジョイントも改良され、新規ジョイントパーツも追加されている。男性隊員が3体付属。
- バトルス01：万能戦闘機。頭部は新規造形。
- コスモバトルス02：宇宙用高速戦闘機
- バトルス03：特殊車両

※「コスモバトルス02」（★）が単品で2017年4月に発売。赤と青のカラーリングに変更。ダイアバトルスV2初回生産版または「ALPHA plus ver.」付属のバトルス02と入れ替えることで胴体を宇宙機動タイプに換装できる。バトルス01に変化はなく頭部は通常と変わらない。男性隊員が2体付属。
※「コスモバトルス02＜レッドライトニングセット＞」（★）が単品で2020年2月に発売。「ダイアバトルスV2レッドライトニング」に合わせて黒系統のカラーリングに変更。こちらには同じカラーリングの宇宙機動タイプ頭部が付属している。付属するダイアクロン隊員は男性隊員と女性隊員が各1体。
ダイアバトルスX-1
2025年2月発売。従来の青と赤を基調としたダイアバトルスV2のフォルムと各部ジョイント規格を継承しつつ、操縦席を分離可能なボレットコア方式にするなど後述のトライヴァース規格も導入した全面改装型で、V2型よりも3機合体が簡便になったほか様々な機体との組み換え合体が可能になっている。隊員Ver.2.0が1体付属。バイクは付属しない。
- バトルスX-01：万能戦闘機。単体でメックモードに変形可能。操縦席をボレットコア方式に変更。
- バトルスX-02：ドローン式超高速戦闘機。ボレットコアの接続も可能。
- バトルスX-03：ドローン式空陸両用重攻撃機。ボレットコアの接続も可能。

※「＜バトルスX-01＞」「＜バトルスX-02＞」「＜バトルスX-03＞」がそれぞれ単品で2026年1月に発売予定。バトルスX-01のみ武装を変更し、バトルスX-02とバトルスX-03は新規造形のボレットコアが追加されている。それぞれ隊員Ver.2.0が1体ずつ付属。バイクは付属しない。
パワードシステム
ネオアタックシステム発令後に開発された新たなパワードスーツとオプションパーツ群の総称。マニューバシリーズやVムーバー登場以降はそれらとの区別のため第一世代と呼ばれる。
旧パワードスーツ以上に各マシンとの連携を重視した仕様となっており、オプションパーツを装着するためのジョイントが設置されている。バトルス02（コスモバトルス02）との合体にも対応。
手足を畳んで付属の空挺用レイドチェンバー（コンテナ）に武器ごと収納できる。レイドチェンバーはバトルスV2に懸架できるジョイントがあり、パワードスーツの輸送シーンを再現できる。ダイアクロン隊員は各1体ずつ付属。
2種のオプションパーツは一部彩色済みの組み立てキット。ダイアクロン隊員は各1体ずつ付属。 レイドチェンバーに差し替え無しで収納可能。軸径変換アダプタも数種付属する。なお、パワードスーツの拡張オプションは旧プラモデル版でも企画されていたが、製造段階で中止されている。
- TYPE.A（2017年1月発売）：赤系統。男性隊員が1体付属。
- TYPE.B（同上）：青系統。男性隊員が1体付属。

※「A＆Bセット　宇宙海兵隊ver.」（★）が2017年2月に発売。TYPE.Aはカーキ色、TYPE.Bは緑色のカラーリングに変更。男性隊員が2体付属。
※「A＆Bセット　e-HOBBY限定」がオンラインホビーショップ「e-HOBBY」限定で2018年4月に発売。TYPE.Aは青系統、TYPE.Bは赤系統のカラーリングに変更。男性隊員が2体付属。
- TYPE.C（2017年7月発売）：黄色系統。男性隊員が1体付属。
- TYPE.D（同上）：白系統。男性隊員が1体付属。

※「TYPE.C　ソリッドスキャンVer.」（★）が2017年7月に発売。TYPE.Cのクリア成形仕様。男性隊員が1体付属。
※「C＆Dセット　宇宙海兵隊ver.」（★）が2017年8月に発売。TYPE.Cは緑色、TYPE.Dはカーキ色のカラーリングに変更。男性隊員が2体付属。
※「A＆Cセット　砂漠戦闘仕様」が日本を除くアジア地域限定で2018年5月に発売。TYPE.Aはサンドカラー、TYPE.Cは黒色のカラーリングに変更。男性隊員が2体付属。
- TYPE.E（2018年3月発売）：ビッグパワードGVの付属品と同仕様のものに武器を追加。男性隊員が1体付属。

- ジャイロセプター（2017年10月発売）:ローター式飛行型オプションパーツ。灰色系統。男性隊員が1体付属。
- ダートローダー（同上）:二連装自走砲型オプションパーツ。灰色系統。男性隊員が1体付属。

※「宇宙海兵隊兵装セット」（★）が2017年12月に発売。カーキ色に変更したジャイロセプターと緑色に変更したダートローダーのセット。男性隊員が2体付属。
パワードシステム・マニューバ
従来のパワードスーツより一回り大型化したタイプでリブート後第二世代に分類される。ジョイントの増加によりマシンの連携や拡張が強化されている。地上運搬用のレイドチェンバーと、本体の拡張やチェンバーに使えるジョイントが付属。隊員は各1体ずつ付属。
マニューバ用オプション「ジャケットアーマー」シリーズ第一弾として発売されたスカイジャケットにはマニューバシリーズの腕部や脚部用延長パーツが追加されており、これら延長パーツや武装はランナーパーツによる組み立てキット仕様となっている。他にも第二弾として陸戦用ランドジャケットが企画検討されていた。隊員1体が付属する一方、第一世代機とは異なりレイドチェンバーは付属せず収納はできない。
- マニューバ ・アルファタイプ（2018年7月発売）：青系統。男性隊員が1体付属。
- マニューバ ・ベータタイプ（同上）：橙色系統。男性隊員が1体付属。

※「マニューバ ・アルファ＆ベータセット（マニューバプロトタイプ／宇宙海兵隊Ver.）」（★）が2018年8月に発売。赤と灰色を主体としたカラーリングに変更したアルファと緑系統に変更したベータのセット。男性隊員が2体付属。
※「マニューバアルファ　スパルタン」が2019年6月に発売。白系統のカラーリングにして頭部の造形を変更することで後述の「スカイジャケット　ストームセイバーズVer.」との連携を重視した仕様となる。男性隊員が1体付属。
- マニューバ ・ガンマタイプ（2018年10月発売）：黒系統。男性隊員が1体付属。
- マニューバ ・デルタタイプ（2018年11月発売）：灰色系統。男性隊員が1体付属。

※「マニューバ・ガンマ＆デルタセット（宇宙海兵隊／空中戦術部隊Ver.）」（★）が2018年12月に発売。緑系統に変更したガンマと、赤と白を主体としたカラーリングに変更したデルタのセット。男性隊員が2体付属。
- マニューバ ・イプシロンタイプ（2019年9月発売）：赤と灰色を主体としたカラーリング。男性隊員が1体付属。

※「宇宙海兵隊Ver.」（★）が2020年3月に発売。緑系統のカラーリングに変更。男性隊員が1体付属。
※「パワードシステムセット＜バトルスキャリバー＞」 (★) が2025年7月に発売。成形色をダイアバトルスX-1のカラーリングに変更したマニューバ・イプシロンと第一世代TYPE.Eのセット。陸送用と空挺用レイドチェンバーがそれぞれ1基ずつと隊員Ver.2.0と女性隊員が各1体付属。
- マニューバ スカイジャケット （2019年3月発売）:可変翼式飛行型オプションパーツ。黒系統。男性隊員が1体付属。

※「ストームセイバーズVer.」が2019年6月に発売。白系統のカラーリングに変更。男性隊員が1体付属。
コンバット・クロニクルシリーズ
講談社より全3巻の書籍として発売。同梱するダイアクロンメカの活躍を描いたショートストーリーや1980年当時の開発スタッフインタビューを掲載した小冊子が付属。Vol.1にのみ男性隊員が1体付属。Vol.2と3は一部彩色済みの組み立てキットで、3巻揃えることで「パワードスーツTYPE.Fパーフェクトモード」が完成する。
- Vol.1：パワードスーツTYPE.F（2019年1月発売：ISBN 978-4-06-513168-8）:第一世代規格の新鋭パワードスーツ
- Vol.2：クロスセプター（2019年2月発売：ISBN 978-4-06-513167-1）:第一世代規格の新鋭飛行型オプションパーツ
- Vol.3：ラピットローダー（2019年3月発売：ISBN 978-4-06-513162-6）:第一世代規格の新鋭バギー型オプションパーツ

ビッグパワードGV
2017年11月発売。旧ビッグパワードのコンセプトを受け継ぐ機体で、大型ビークルや前線基地への変形機能が追加されている。青と赤を主体としたカラーリング。男性隊員が3体付属。
パワードスーツとの連携も強化され、遊びの幅が広まっている。パワードスーツTYPE.Eが付属（単品版の武器とレイドチェンバーは付属しない）。別売りのロードヴァイパーの収納も可能。
- パワード01：重機動戦車
- パワード02：重戦闘機
- パワード03：重機型マシン
- パワード04：トレーラー
- パワード05：トレーラー（04と同型）

※「独立遊撃隊仕様」（★）が2018年2月発売。黒と青を主体としたカラーリングと手首の造形を変更した仕様となっている。男性隊員が3体付属。
※「連結戦闘トレーラー」が2018年3月に発売。パワード04と05に01の指揮車両を組み合わせたビークル型マシン。ビッグパワードGV付属のものと一部仕様が異なる。男性隊員が2体付属。
※「＜デストロイヤー＞」が2019年3月に発売。黒と赤を主体としたにカラーリングとパワードスーツや武装などの造形変更。男性隊員が5体に増え、全員ヘルメットのバイザーが閉じた造形に変更される。
※「＜ヴァースキャリバー＞」が2021年12月に発売。濃紺と赤を主体としたカラーリングと各所の造形変更及び後述のトライヴァース規格ジョイントを導入、全高を30cmに上げている。新規造形のVムーバー04（黒系統）と男性隊員5体が付属。
※「BPGV＜ヴァースキャリバー＞拡張セット」（★）が2022年1月に発売。銀色と黒色が主体のパワードスーツTYPE.Fと黄色系統のVムーバー04に、空挺レイドチェンバー1個及び交換用砲身パーツを同梱。男性隊員と女性隊員が各1体付属。
バトルバッファローMk-Ⅳ＜ストライカー＞
2018年12月発売。初代バトルバッファローから数えて4代目となる機体という設定。3機のマシンが合体するギミックはそのままに、パワードスーツとの連携を重視した構造となっている。バッファローの特徴だった頭部も初代を踏襲したキャノピー状のデザインとなっており、付属のジョイントを用いてヘッダーの代わりにパワードスーツを合体させることも可能。ブレスターとレッガーのコックピットは並列になるように移動ギミックが搭載されている。付属する男性隊員は3体だが、ゴーグルの閉じた造形に変更されている。
- ストライクヘッダー：多機能型マシン（人型戦闘マシン「タウラス」に変形）
- ストライクブレスター：重機動攻撃機（メックモード「ファルコ」に変形）
- ストライクレッガー：輸送トレーラー（メックモード「パイソン」に変形）

※「ストライクバッファロー＜ムーンアサルター＞」（★）が2019年8月に発売。白系統のカラーリングに変更。シリーズ初の女性隊員が3体付属。
※「＜D-キャリバー＞」が2024年1月に発売。青系統のカラーリングに変更。女性隊員が3体付属。
トライヴァースシリーズ
ダイアバトルスV2やバトルバッファローMK.IV、バトルコンボイV-MAX（後述）よりも一回り小さい人型マシン。頭部・胸部となる操縦席モジュール「ボレットコア」と上半身パーツ「トップマシン」、下半身パーツ「ボトムマシン」の3つで構成されており、シリーズ間での互換性を有する。
また本シリーズの規格ジョイントは後述のヴァースライザーシリーズやバトルコンボイV-MAX、本シリーズ登場以降に改修した上で発売されたビッグパワードGV＜ヴァースキャリバー＞や全面改装型のダイアバトルスX-1にも導入されている。
ダイアクロン商品共通のトレードマークとは別に、このシリーズ独自のロゴが作られている。
- トライダッシャー（2019年10月発売；※「特別版」表記）：バギーに変形。彩色は青系。男性隊員と女性隊員が各1体付属。

※「シャドウダッシャー」（★）が2019年12月に発売。黒系統のカラーリングに変更。男性隊員が1体付属。
※「＜サンバースト＞」が2021年4月に発売。赤系統のカラーリングに変更。男性隊員が1体付属。
- トライジェッター（2019年11月発売；※「特別版」表記）：航空機に変形。彩色は白系。男性隊員と女性隊員が各1体付属。

※「シャドウジェッター」（★）が2020年1月に発売。黒系統のカラーリングに変更。男性隊員が1体付属。
※「＜Dキャリバー＞」が2021年5月に発売。青系統のカラーリングに変更。女性隊員が1体付属。
- トライディガー（2020年1月発売）：ドリル戦車に変形。彩色は黒系。男性隊員が1体付属。

※「宇宙海兵隊Ver.」（★）がで2020年4月に発売。黒系統のカラーリングに変更。男性隊員が1体付属。
※「＜Dキャリバー＞」が2021年5月に発売。青系統のカラーリングに変更。男性隊員が1体付属。
- トライランブラー（★）（2020年7月発売）：二輪ビークルに変形。彩色は黒系。男性隊員が1体付属。

※「＜レッドチェイサー＞」（★）が2020年11月に発売。赤系統のカラーリングに変更。男性隊員が1体付属。
※「＜Dキャリバー＞」が2021年7月に発売。青系統のカラーリングに変更。男性隊員が1体付属。
- ボレットコアセット（★）（2020年7月発売）：頭部の造形と成形色を変更したトライダッシャー用、トライジェッター用、トライディガー用のボレットコア3種のセット。男性隊員が3体付属。

ヴァースライザーシリーズ
パーツの組み換えによりビークルモードへの変形機能を有する第三世代型パワードスーツ「Vムーバー」とオプションユニットの組み合わせで構成された戦闘マシン。Vムーバーはトライヴァース機やバトルコンボイV-MAXのボレットコアの代用として合体することが可能。またオプションユニットはトライヴァース機やバトルコンボイV-MAXの強化パーツとして接続することも可能。なお、チェンバーは付属しない。
また、彩色を変更したVムーバー2機のセットもタカラトミーモール限定で発売されている。
- ヴァースライザー1号（2020年6月発売）：航空/航宙機+フライトブースターユニット。彩色はVムーバー01、オプションユニット共に赤系。男性隊員が1体付属。

※「＜シャドウキャリバー＞」（★）がで2020年9月に発売。Vムーバー、オプションユニット共に黒系統のカラーリングに変更。男性隊員が1体付属。
※「Vムーバー01セット」（★）が2020年10月に発売。それぞれ青系統と白系統のカラーリングに変更したVムーバー2体セットで、オプションユニットは付属しない。男性隊員が2体付属。
- ヴァースライザー2号（2020年9月発売）：四輪バギー+二連装砲座ユニット。彩色はVムーバー02が青系でオプションユニットはガンメタル。男性隊員が1体付属。

※「宇宙海兵隊Ver.」（★）が2020年12月に発売。Vムーバー、オプションユニット共にカラーリングを緑色系統に変更。男性隊員が1体付属。
※「Vムーバー02セット」（★）が2021年1月に発売。それぞれ赤系統とカーキ系統のカラーリングに変更したVムーバー2体セットで、オプションユニットは付属しない。男性隊員が2体付属。
- ヴァースライザー3号（2020年11月発売）：自走砲+双腕型重機ユニット。彩色はVムーバー03が黒系でオプションユニットは青系。男性隊員が1体付属。

※「＜C-グラスパー＞」（★）が2021年3月に発売。Vムーバー、オプションユニット共にカラーリングを黄色系統に変更。男性隊員が1体付属。
※「Vムーバー03セット」（★）が2021年4月に発売。それぞれ灰色系統と緑系統のカラーリングに変更したVムーバー2体セットで、オプションユニットは付属しない。男性隊員と女性隊員が各1体付属。
バトルコンボイV-MAX
2021年3月発売。旧カーロボットシリーズのバトルコンボイをアップデートした機体で移動基地部隊「戦闘船団」の中核となる。トレーラーの牽引車を模した赤と青の人型ロボット本体とコンテナ型の基地ユニットの構成を引き継ぎつつも、実車偽装機能を排して多用途戦闘マシンとしての機能を強調したデザインとなっている。トライヴァースやヴァースライザーを含めてこれまでに発売された様々なリブート版マシンとの連携がより重視されている。
ロボット本体はトライヴァース機に準じてボレットコア型操縦席を有し、上半身と下半身に分離してそれぞれが単体で行動可能。
またコンテナ型基地ユニット「ポッドグランダー」は2個のコンテナブロックで構成されており、前後に連結・分割が可能。本商品を複数購入するか後述の「ポッドグランダー拡張ユニット」を別途購入することで車体を延長できる。さらに、武装や同梱されている様々な基地機能の構成備品を、車体内外の軸受穴に自在に設置できる。車体下部の履帯走行ユニットには、別売りのバイクを収容可能。
男性隊員が2体付属。
- MAX-01：飛行戦闘マシン（上半身）。ポッドグランダー前部に直接合体して「戦闘母艦ライノグランダー」となる。人型形態時はこちら側に接続されたボレットコアが操縦席となる。
- MAX-02：走行戦闘マシン（下半身）。「ライノグランダー」時は内部に格納される。人型形態時、こちら側に接続されたボレットコアは分離する。
  - M.A.V.：MAX-01と02が合体した多重攻撃戦闘マシン。旧バトルコンボイの牽引車形態に準じたフォルムであり、ポッドグランダーを後部に接続した形態は「スクランブルリンクモード」と呼称される。
- ポッドグランダー：前線基地に変形する自走コンテナマシン。司令席は円盤型マシン「D.F.O.」として分離可能。

※「マニューバガンマ＆デルタ移動基地セット」（★）が2021年1月に本商品に先駆けて発売。青系のマニューバガンマとデルタに、隊員用座席シートやマルチアームユニット、各種砲塔を同梱。女性隊員が2体付属。
※「マニューバイプシロン＆タウラス移動基地セット」（★）が2021年5月に発売。黒系のマニューバイプシロンと黄色系のタウラスに、コンソールユニットや各種砲塔を同梱。男性隊員と女性隊員が各1体付属。
※「ポッドグランダー拡張ユニット」（★）が2021年6月に発売。ポッドグランダー拡張用コンテナブロック1個とクレーンユニットのセット。
※「バトルコンボイV-SHADOW」（★）が2021年11月に発売。カラーリングを黒系統に変更したロボット本体の単品販売で、ポッドグランダーは付属しない。男性隊員が2体、剣と銃器が付属。
※「超重機＜ポッドガントリー＞」が2022年7月に発売。ポッドグランダー用コンテナブロック1個分の戦闘車両形態からタワー型ガントリーを備えた整備基地形態に変形可能なマシン。ポッドグランダーとの連結が可能な一方、バトルコンボイのM.A.V.形態との接続アームは付属しない。六輪リフト車と隊員Ver.2.0が3体付属。ロボット本体は付属しない。
パワードグレイター
2022年5月発売。別売りのバトルコンボイV-MAXシリーズとの合体により「パワードコンボイV-MAX」となる強化鎧装マシン。飛行マシンと走行マシンで構成され、それぞれボレットコア型操縦席を持つ。配色は青・赤・白の三色。男性隊員2体が付属。
なお、キャリアカーに変形する旧カーロボットシリーズのパワードコンボイとは異なり、他のマシンを積載する機能は無い。
- グレイター01：飛行マシン。MAX-01との合体により「パワードMAX-01」となる。
- グレイター02：走行マシン。MAX-02との合体により「パワードMAX-02」となる。
  - 01と02のボレットコアを入れ替え、02のクローラーユニットを01に受け渡すことで01はメックマシンに、02は戦闘支援走行マシンに変形が可能。
  - パワードM.A.V.：パワードMAX-01と02が合体した巨大戦闘マシンで、一体変形により人型決戦モード「パワードコンボイV-MAX」となる。ポッドグランダーを後部に接続可能。
- ドローンウェポン-01：戦闘支援ドローン機。剣と盾に変形分離して、パワードコンボイV-MAXの武装となる。剣はダブルソードモード・スピアモード・ガンモード等にモードチェンジ可。

※「鎧装強化ウェポンセット」（★）が2022年3月に発売。新規造型の各種武装ユニットのセットで、パワードグレイターや各ダイアクロンメカの強化の他、同梱のLランチャーや球形コクピットモジュールと組み合わせることで飛行型戦闘支援マシンになる。ドローンウェポン-01と隊員Ver.2.0が1体付属。
※「鎧装合体パワードコンボイ」が2022年9月に発売。上半身を青、下半身を赤に変更したバトルコンボイV-MAX本体と黒系統に変更したパワードグレイターのセット販売で、ポッドグランダーは付属しない。隊員Ver.2.0が4体付属。
ダイアクロンPS／202X
202X年代式のパワードスーツで、旧パワードスーツとリブート版パワードシステム第一世代の開発系譜を繋ぐ意匠を有する。なおチェンバーは付属せず、他商品のチェンバーへの収納も出来ない。
- ＜Aタイプ＆Bタイプ＞セット（2021年9月発売）：Aタイプ（攻撃型：赤系統）とBタイプ（戦闘型：白系統）の2体セット。男性隊員が2体付属。

※「＜宇宙海兵隊＞セット」（★）が2022年2月に発売。Aタイプをカーキ色、Bタイプを緑色のカラーリングに変更。男性隊員と女性隊員が各1体付属。
二輪戦闘車／強襲ボレットセット
2022年5月発売。新型のシート付き二輪車「レイドセプター」と、これを格納するトライヴァース規格のボレット型マシン「アーモローダー」のセット。隊員Ver.2.0が1体付属。
タクティカルムーバーシリーズ
トライヴァースシリーズよりも更に小さい人型マシン。頭部・胸部となるトライヴァース規格の「タクティカル・ボレットコア」（以下T・Bコアと表記）と背部・腰部・四肢が一体化した各機体共通造形の「ヴァースフレームシステム（V.F.S.）」の2パーツで構成されており、ホバービークル等への変形機能も有する。
なお、武装やジョイントなどはランナーパーツによる組み立てキット仕様となっている。
シリーズ展開に際しては新規層向け入門商品であると同時に、「HARD DIACLONE」としてこれまでのリブート版商品よりも更にリアリティやミリタリー要素を重視するコンセプトを提示している。またこのシリーズ独自のロゴが作成されたことに加えて、ダイアクロン隊側商品共通のトレードマークもモノクロで陰影の付いたものにアレンジされており、他商品と一線を画す意図を打ち出している。
- ガンマヴァーサルター（2022年6月発売）：機関銃と剣、盾を装備した機体。成形色は黒系統。隊員Ver.2.0が1体付属。

※「＜エアボーンユニット＞」が2022年7月に発売。背部に翼パーツを追加。成形色を暗灰色に変更。隊員Ver.2.0が1体付属。
※「＜エアボーンユニット＞宇宙海兵隊Ver.」（★）が2022年10月に発売。成形色を緑系統に変更した翼パーツ追加仕様。隊員Ver.2.0が1体付属。
- トレッドヴァーサルター（2022年7月発売）：二門の大砲とミサイルポッドを装備した機体。成形色は冷灰色。隊員Ver.2.0が1体付属。

※「＜チャリオットユニット＞」が2022年8月に発売。脚部に履帯パーツを追加し、戦車形態に変形可能。成形色を暖灰色に変更。隊員Ver.2.0が1体付属。
※「＜チャリオットユニット＞宇宙海兵隊Ver.」（★）が2022年11月に発売。成形色を緑系統に変更した履帯パーツ追加仕様。隊員Ver.2.0が1体付属。
- ホークヴァーサルター＜オービソプターユニット＞（2023年5月発売）：長砲身ライフルを装備した機体で、背部に接続することで宇宙船に変形可能になるトラス構造式推進パーツが同梱。成形色は白系統。隊員Ver.2.0が1体付属。

※「ダークVer.」（★）が2023年10月に発売。成形色を黒系統に変更。女性隊員が1体付属。
※「ホークモジュラーモード＜宇宙海兵隊Ver.＞」（★）が2023年11月に発売。成形色を緑系統に変更したホークタイプT・Bコアと宇宙用推進パーツで構成される戦闘用宇宙船で、V.F.S.は付属しない。隊員Ver.2.0が1体付属。
※「OU＜宙域機動戦隊Ver.＞」 (★) が2026年1月に発売予定。成形色を灰系統に変更。隊員Ver.2.0が1体付属。
- アルゴヴァーサルター＜ボイジャーユニット＞（2023年6月発売）：ドローン兼水中銃を装備した機体で、背部に接続することで潜水艇に変形可能になるスクリュー式潜航パーツが同梱。成形色は青系統。潜航パーツに格納可能なトライデントと隊員Ver.2.0が1体付属。

※「アビスVer.」 (★) が2023年11月に発売。成形色を黒系統に変更。隊員Ver.2.0が1体付属。
※「ガードフリートVer.」 (★) が2024年1月に発売。成形色を金系統に変更。隊員Ver.2.0が1体付属。
- ガルダヴァーサルター＜ジャイロリフターユニット＞（2023年9月発売）︰ガトリングガンを装備した機体で、背部に接続することでVTOLに変形可能になるローター式飛行パーツが同梱。成形色は灰系統。飛行パーツに積載可能な戦闘車両「ヴァルハウンド」と隊員Ver.2.0が1体付属。

※「宇宙海兵隊Ver.」 (★) が2024年2月に発売。成形色を緑系統に変更。隊員Ver.2.0が1体付属。
※「レイヴン」 (★)が2024年4月に発売。成形色を黒系統に変更。隊員Ver.2.0が1体付属。
- ゲイルヴァーサルター＜ラヴェイジャーユニット＞（2024年3月発売）：機銃を装備した機体で、背部に接続することで自走ロケット砲に変形可能になる移動式発射台パーツが同梱。成形色は緑系統。発射台パーツに搭載可能なミサイルと隊員Ver.2.0が1体付属。

※「デューンガンナー」 (★) が2024年7月に発売。頭部の新規造型と成形色を黄系統に変更。隊員Ver.2.0が1体付属。
※「ステラゲイザー」 (★) が2024年9月に発売。成形色を黒系統に変更。隊員Ver.2.0が1体付属。
- ホルスヴァーサルター＜Fスラストユニット＞（2024年5月発売）：剣と銃及び脚部用延長パーツを装備した機体で、背部に接続することで戦闘機に変形可能になる可変翼式飛行パーツが同梱。成形色は灰系統。隊員Ver.2.0が1体付属。

※「ナイトタイガー」 (★) が2024年11月に発売。成形色を暗灰色に変更。隊員Ver.2.0が1体付属。
※「ストームセイバーズ」が2025年1月に発売。成形色を白系統に変更。女性隊員が1体付属。
※「Mk-Ⅱ＜FSU／哨戒速戦仕様＞」が2025年6月に発売。成形色は灰系統。レドームをはじめ新規パーツを追加。隊員Ver.2.0が1体付属。
- アグレスヴァーサルター＜ダイダロスユニット＞（2025年10月発売予定）：レーザー砲を装備した機体で、背部に接続することで宇宙艇に変形可能になる噴射式推進パーツが同梱。成形色は灰系統。推進パーツに積載可能な支援車両「オービタービークル」と隊員Ver.2.0が1体付属。
- タクティカルムーバー拡張ユニットセット（★）（2023年4月発売）：成形色を黒色に変更した履帯パーツと冷灰色に変更した翼パーツのセットで、タクティカルムーバー本体は付属しない。隊員Ver.2.0が1体付属。
- EXコア&アーマメントセット1（2024年4月発売）：頭部の造形と成形色を変更したガンマヴァーサルター用、トレッドヴァーサルター用、ホークヴァーサルター用のT・Bコアと武装及び追加装甲のセット。隊員Ver.2.0が3体付属。
- EXコア&アーマメントセット2（2024年5月発売）：頭部の造形と成形色を変更したアルゴヴァーサルター用、ガルダヴァーサルター用のT・Bコアと武装及び追加装甲のセット。隊員Ver.2.0が2体付属。
- EXコア&アーマメントセット3（2025年1月発売） :頭部の造形と成形色を変更したゲイルヴァーサルター用、ホルスヴァーサルター用のT・Bコアと武装及び追加装甲のセット。隊員Ver.2.0が1体、女性隊員が1体付属。
- エクストラアーマメントセット：PACK1（2024年6月発売）：成形色を黒系統並びに赤系統に変更したアーマメントのセット。隊員Ver.2.0が1体付属。
- エクストラアーマメントセット：PACK2（2024年10月発売）：成形色を銀系統並びに青系統に変更したアーマメントのセット。女性隊員が1体付属。
- タクティカルキャリア（2022年10月発売）：タクティカルムーバー1機または追加パーツ1組分を収容可能なコンテナを搭載した六輪輸送車。隊員Ver.2.0が1体付属。

※「タクティカルキャリア拡張セット」が2022年11月に発売。連結拡張用のシャーシ1両分とコンテナ2基のセットで、運転室は付属しない。レイドセプター型二輪戦闘車と隊員Ver.2.0が1体付属。
※「タクティカルキャリアオプションユニットセット」（★）が2023年1月に発売。新規造形のアームユニットと隊員用ベッドを含む様々な武装・備品のセット。レイドセプター型二輪戦闘車、アーモローダー型強襲ボレットマシン、球形ボレットモジュール、六輪リフト車と隊員Ver.2.0が2体付属。
※「タクティカルキャリア＜黒色仕様＞」（★）が2023年3月に発売。成形色並びに一部同梱パーツを変更。隊員Ver.2.0が1体付属。
- 機動要塞超重機＜タクティカルグランダー＞（2025年8月発売予定）：ポッドグランダーの前部を幅広のキャビン型に変更した移動要塞マシン。黒系統のカラーリングに変更。タクティカルムーバーシリーズに列せられる一方で、キャビン下部にバトルコンボイV-MAXとの接続アームが付属する。フォークリフト型作業用ビークル「リフトローダー」とレイドセプター型二輪戦闘車、隊員Ver.2.0が2体付属。

※「増設強化システムユニット」が2025年8月に発売予定。タクティカルムーバー用整備ハンガーとミサイルポッドのセット。女性隊員が1体付属。
ロボットベースプロジェクト
旧シリーズを象徴する大型基地ロボットの後継機「ロボットベースGX」として合体する二種の大型マシンとその関連商品群。2022年3月に公式サイトにてプロジェクト開始を発表した。
- ロボットベース搭載マシンセット (2022年12月発売)：プロジェクト第一弾。3機のマシンで構成されるタクティカルムーバーサイズの合体ロボット「ダイアガーディオン」と、旧シリーズの同名マシンの小型版となる装軌式装甲車「コズモローラー／D」のセット。隊員Ver.2.0が3体付属。
- 陸上機動戦艦＜グランドダイオン＞(2023年4月発売)：プロジェクト第二弾。全長52cmの陸上戦艦からロボットベースGXの下半身となる二脚歩行モードに変形。搭載マシン4種6機[注 19]と隊員Ver.2.0が4体、女性隊員1体が付属。
- ロボットベース搭載マシン＜ダイアファイター／S＞(2023年4月発売)：プロジェクト第三弾。上記グランドダイオン付属品から細部の成形色を変更。隊員Ver.2.0が1体付属。
- グランドダイオン&ダイアガーディオン＜拡張ユニットセット＞(2023年7月発売)：プロジェクト第四弾。グランドダイオンに接続するアームユニット「グランドアーム」とダイアガーディオンと合体するガードライザーのセット。隊員Ver.2.0が1体付属。
- グランドダイオン強化ユニットA︰第二主砲塔＆副砲塔セット(2023年8月発売)：プロジェクト第五弾。砲撃攻撃機能を強化する主砲と副砲、機銃マシン・ラピッドファイターのセット。増設した状態でロボットベースGX下半身への変形が可能。隊員Ver.2.0が1体付属。
- グランドダイオン強化ユニットB︰衝角／拡張甲板セット(2023年9月発売)：プロジェクト第六弾。航空基地機能を強化する飛行甲板と対空武装のセット。増設した状態でロボットベースGX下半身への変形が可能である一方、強化ユニットAとBの並存は出来ない。女性隊員が1体付属。
- 空中機動要塞＜クラウドアクロス＞(2024年2月発売)：プロジェクト第七弾。扇型空中要塞からロボットベースGXの上半身に変形する。搭載マシン4種[注 20]と隊員Ver.2.0が4体、女性隊員2体が付属。
- ロボットベース搭載PSセット(2023年12月発売)：プロジェクト第八弾。青系統のカラーリングに変更したパワードスーツTYPE.CとVムーバー01のセット。レイドチェンバーは付属しない。隊員Ver.2.0が2体付属。
- ダイアガーディオンゼロス（★）(2024年2月発売)：プロジェクト第九弾。成型色を黒系統に変更したダイアガーディオンとガードライザーのセット。隊員Ver.2.0が3体付属。
- GXソード（2024年12月発売）: プロジェクト第十弾。剣型のドローンウェポンで、ロボットベースGX用の武器。女性隊員が1体付属。
- ロボットベースヘッドモニュメント（2025年12月発売予定）：ダイアクロンロゴを立体化したもの。ヘッドパーツはクラウドアクロスのものと同じ。ハンドガン、マシンガン、バズーカ砲で武装した隊員Ver.2.0が3体付属。

＜D＞ビークルズ
人型ロボットに変形しない各種マシンの商品群。新規造形のものに加えて、既存の商品に同梱されていたマシンの成形色・塗装変更版が製品化されている。
- ＜D＞ビークルズ／セット1（2024年3月発売）：ヴァルハウンド型戦闘車両2台とレイドセプター型二輪戦闘車1台、新規造形の自走型コンテナマシン「ロードチェンバー」1両のセット。隊員Ver.2.0が3体付属。
- ＜D＞ビークルズ／セット2（2024年4月発売）：ロードチェンバー2両のセット。女性隊員が1体付属。
- ＜D＞ビークルズ／セット3（2024年8月発売）：バギー型戦闘車両「ラウドボクサー」1台とキャブ型ボレットモジュール「コムヘッド」1機、ロードチェンバー1両のセット。隊員ver.2.0が2体、女性隊員が1体付属。
- ＜D＞ビークルズ／セット4 (★)（2024年8月発売）：ベースファイター2機、スカイランサー1機、ヘリスカウト1機、ロードチェンバー2両のセット。女性隊員が2体付属。
- ＜D＞ビークルズ／セット5 (2024年11月発売) ：4脚型工作マシン「クワドローダー」1機とキャブ型ボレットモジュール「コムヘッドⅡ」2機、ロードチェンバー1両のセット。隊員ver.2.0が2体、女性隊員が1体付属。
- ＜D＞ビークルズ／セット6 (★)（2025年1月発売） ：ラウドボクサー型戦闘車両2台とレイドセプター型二輪戦闘車1台、コムヘッド型ボレットモジュール1機のセット。隊員ver.2.0が1体、女性隊員が1体付属。
- ＜D＞ビークルズ／セット7 (★)（2025年4月発売） ：クワドローダー型工作マシン2機とコムヘッドⅡ型ボレットモジュール1機、レイドセプター型二輪戦闘車1台のセット。隊員ver.2.0が2体、女性隊員が1体付属。
- ＜D＞ビークルズ スカイキャリア（2025年11月発売予定） ：タクティカルムーバー、レイドチェンバーやロードチェンバーの輸送が可能な航空機。隊員Ver.2.0が1体付属。

ダイアクロン隊員セット
様々な彩色の隊員フィギュアのセットで、特定のダイアクロンメカに付属する隊員と同じ配色のものもある。
- ダイアクロン隊員セット（★）（2017年1月発売）：青系8体の男性隊員セット。バイクは付属しない。
- ダイアクロン隊員セット2（★）（2017年6月発売）：グレー系8体の男性隊員セット。バイクは付属しない。
- ダイアクロン隊員セット3（★）（2017年12月発売）：赤系4体と青系4体の男性隊員セット。バイクは付属しない。
- ビッグパワードGV隊員セット（2017年11月発売）：男性隊員5体。ロードヴァイパー型バイクが2台付属。
- ビッグパワードGV独立遊撃隊隊員セット（★）（2018年2月発売）：男性隊員5体。ロードヴァイパー型バイクが2台付属。
- 女性隊員セット（2019年10月発売）：白系配色の女性隊員4体セット。ロードヴァイパー型バイクが1台付属。
- 移動基地隊員セット（★）（2020年12月発売）：男性隊員2体と女性隊員2体のセット。バトルコンボイV-MAX付属品と同じ青系色で本体に先駆けて発売。ライドファルコン型バイクが1台付属。
- 移動基地隊員セット02（★）（2021年6月発売）：青緑系配色の男性隊員2体と女性隊員2体セット。ライドファルコン型バイクが1台付属。
- ダイアクロン隊員／Ver.2.0セット（2022年1月発売）：造形を一新し頭部の可動を追加した、赤系3体と青系2体の男性隊員セット。バイクは付属しない。
- ダイアクロン隊員／Ver.2.0セット2（★）（2022年3月発売）：Ver.2.0仕様で黒系3体と黄色系2体の男性隊員セット。バイクは付属しない。
- ダイアクロン隊員&リフトマシンセット（2024年6月発売）：Ver2.0仕様の男性隊員2体と女性隊員2体、六輪リフト車1台のセット。
- ダイアクロン隊員／Ver.2.0&女性隊員セット (★) （2024年11月発売）：Ver.2.0仕様の男性隊員3体と女性隊員2体のセット。
- タクティカルグランダー隊員セット(★) （2025年8月発売予定）：Ver.2.0仕様の男性隊員3体と女性隊員1体のセット。

#### ワルダー軍団（2016年版）
ワルダースーツ
リブート初のワルダー軍団側アイテム。旧シリーズの同名マシンと比較して手足が短小である一方、丁字型の飛来形態を始めとして様々な形態に変形可能となっている。通常タイプの配色はクリーム色系。
本体はコックピットのコアモジュールポッドと外装であるラルヴァユニットで構成され、分解することが可能。複数そろえて組み合わせることで様々なマシンを作ることが出来る。
「ワルダロイド」と呼ばれるダイアクロン隊員同様の仕様のフィギュアが付属し、ポッドに搭乗できる。
- フリンガー（2018年8月発売）：諜報・収奪戦略タイプワルダロイドが1体付属。
- スタング（同上）:格闘特化タイプワルダロイドが1体付属。

※「＜ダークカソードタイプ＞」（★）が2018年9月に発売。黒系統のカラーリングに変更したフリンガーとスタングのセット。ワルダロイドが2体付属。
- 融合強化＜グラップラーフォーム＞（2022年1月発売）：細部の成形色を変更したスタングに後述のラプトヘッド用腕型・脚型ユニットが同梱。ワルダロイドが1体付属。

ワルダレイダー
ワルダースーツに続くワルダー軍団側戦闘マシン。節足生物を思わせるデザインで、本体はワルダースーツと同様のコアモジュールポッドと手足の付いた複数の小型ラルヴァユニット、円筒状の複数のブロックモジュールで構成される。各パーツを一旦分解して組み変えることで様々な形態を作ることが出来る。ワルダースーツや後述のワルダロスとの合体結合も可能。
- ラプトヘッド（2019年2月発売）：ワルダロイドが2体付属。

※「＜ダークカソードタイプ＞」（★）が2019年3月に発売。黒系統のカラーリングに変更。ワルダロイドが2体付属。
- バグヘッド（2019年9月発売）：ワルダロイドが1体付属。

※「ワルダレイダーバグヘッド＆ワルダースーツセット＜ダークカソードタイプ＞」（★）が2019年11月に発売。黒系統のカラーリングに変更したバグヘッドとスタングのセット。ワルダロイドが2体付属。
ワルダロス＜ギガンター＞
2020年5月発売。ワルダー軍団側の大型戦闘マシンで全長はダイアクロン隊のビッグパワードGVを超える。旧ワルダロスを彷彿させる頭部を有した魔人モードから巨獣モードへの変形機能、上半身と下半身の分離・単独行動機能を持つ。ワルダースーツやワルダレイダー、後述のワルダロスソルジャーとの合体結合も可能。ワルダロイドが2体付属。
- ブルヘッド：角獣型マシン（上半身）。胴部が「ホーンラルバ」、左右の腕部が「アントヘッド」としてさらに分離する。
- ポッドバンカー：戦艦型飛行マシン（下半身）。二足歩行形態での行動も可能。

※「ワルダロス＜ドラゴヘッド＞」（★）が2021年8月に発売。「ブルヘッド」に一部パーツ造型を変更・追加。「エヴォルギガンター」の上半身を構成する。ワルダロイドが1体付属。
※「ワルダロス＜グールヘッド＞」（★）が2021年8月に発売。「ポッドバンカー」に一部パーツ造型を変更・追加。「エヴォルギガンター」の下半身を構成する。ワルダロイドが1体付属。
ワルダロス＜ソルジャータイプ＞
2020年10月発売。ワルダロスギガンターの護衛機という位置づけで、ダイアクロン隊のトライヴァース機と同サイズの人型マシン。上下を逆さにしたツインヘッダーモードに変形可能。ワルダースーツやワルダレイダー、ワルダロスギガンターとの合体結合も可能。通常タイプの配色は暗色系。ワルダロイドが1体付属。
※「＜ソルジャータイプII＞」（★）が2021年3月に発売。ワルダースーツやワルダレイダーと同じクリーム系色に変更。ワルダロイドが1体付属。
ワルダレギオン
新たなカテゴリーのワルダーマシン。マシンの中核となる機動肢体「レギオコア」と機能拡張ユニットおよびそれらを懸架搬送する「ハンガーレイダー」で構成されており、組み合わせに応じて様々な大きさ・形態の戦闘マシンになる。
- ＜リッパー＞（2021年10月発売）：最大形態はダイアバトルスV2サイズのニンジャタイプ。配色はクリーム系。ワルダロイドが1体付属。

※「レギオコア＜リッパー／アノードタイプ＞」が2022年2月に発売。細部の配色を変更したレギオコアの単品販売。ワルダロイドが1体付属。
※「＜ダークカソードタイプ＞」（★）が2022年3月に発売。黒系統のカラーリングに変更。ワルダロイドが1体付属。
- ＜ヴァジュラ＞（2023年1月発売）：最大形態はパワードコンボイV-MAXに及ぶ全長の有翼騎士タイプ。配色は黒系。ワルダロイドが1体付属。

※「アノードタイプ」（★）が2024年1月に発売。クリーム系の配色に変更。ワルダロイドが1体付属。
- ＜ガイスト＞（2024年9月発売）：配色はクリーム系。ワルダロイドが1体付属。

※「ダークカソードver.」 (★) が2025年3月に発売。黒系統のカラーリングに変更。ワルダロイドが1体付属。
ワルダロアーズ
獣型に変形する新たなカテゴリーのワルダーマシン。
- ＜ジャグワ＞（2025年3月発売）:配色は黒系。ワルダロイドが1体付属。

ワルダロイドセット（★）
2018年7月発売。ダイアクロンEXPO2018限定商品。後にタカラトミーモール限定で発売。
ワルダロイド単品の9体セット。フィギュアの仕様はワルダースーツのものと変わりないが、カラーリングが異なる。セットの内容は諜報・収奪戦略タイプが4体、格闘特化タイプが5体となっている。

#### ダイアクロン／グリッドマンユニバース
テレビアニメ「SSSS.GRIDMAN」とのコラボレーション企画。オフィシャルサイト及び電撃ホビーウェブにて短編小説「ダイアクロンVS.グリッドマン」を展開すると共に、小説に登場する3種の製品が発売された。
なお、小説は202X年代の第一次対ワルダー防衛戦が終結した直後を舞台に、ダイアクロン世界に出現した超エネルギー生命体「グリッドマン」とダイアクロン女性隊員「ヒカリ・カイザキ」の交流と共闘を主軸に描きつつ、特撮ドラマ版「電光超人グリッドマン」とアニメ版を繋ぐ描写や旧タカラ時代に販売された「タカラSFランド」シリーズのオマージュ要素を含んでいる。
- No.01 超神合体バトルスグリッドマン（2021年6月発売）：全高14cmのグリッドマンフィギュアとサポートマシン「バトルハンガー」のセット。男性隊員1体が付属。
- No.02 ダイアクロンVS.グリッドマンver.（2021年7月発売）：No.01と同造形グリッドマンフィギュアの重塗装版。女性隊員1体とロードヴァイパー型バイク1台が付属。
- No.03 グリッドスーツ（2021年7月発売）：グリッドマンの意匠を有するパワードスーツ。隊員サイズのグリッドマンフィギュアが付属。

## 用語
ダイアクロン隊
ワルダー軍団からフリーゾンエネルギーを守るために「ランド・マスター」が組織した巨大ロボット部隊。名称の由来は「ダイアモンド（DIAMOND）」と「サイクロン（CYCLONE）」の掛け合わせで、「ダイアのように固い友情のもと、サイクロンのように激しく戦う」ことを意味する。
カーロボット隊
都市部の何処に出現するか予測出来ない「タイムホール」を警戒する為、普通乗用車に偽装したダイアクロンのロボット部隊。1/60の統一スケールを廃した「ダイアクロン」商品の新機軸。
シルバースター
リブートダイアクロンで登場した地球域の第一防衛網を担当する巨大宇宙ステーションCX-1に所属する攻撃チームの一つ。
掃討戦術部隊
リブートダイアクロンで登場したダイアクロン中央司令部直属の特別編成された特殊部隊。
ブラックユニット
リブートダイアクロンで登場した掃討戦術部隊の黒色仕様のガンマ部隊。
惑星間警備部隊
リブートダイアクロンで登場した惑星間の警備、防衛を行う部隊。通称、宇宙海兵隊。
破壊機動戦隊
リブートダイアクロンで登場した宇宙海兵隊のトライディガーを司令機とし、マニューバイプシロンを先兵とする特殊部隊で破壊任務などを行う。通称、ラッシュ・クラッシャーズ。
独立遊撃隊
リブートダイアクロンで登場したダイアクロン本隊と別行動をとる部隊で奇襲、破壊工作などの特命を行う特殊部隊。
コズミック・ガード
リブートダイアクロンで登場した女性隊員で構成されるギガゾーン警備・救難部隊。
空中戦術部隊
リブートダイアクロンで登場した大気圏内、圏外を問わず空中戦闘機動に優れたパワースラスター型のパワードスーツで構成される部隊。
ストームセイバーズ
リブートダイアクロンで登場した空中戦術部隊の精鋭で構成される強襲攻撃チーム。
タクティカル・シャドウ
リブートダイアクロンで登場したダイアクロン司令部直属の隠密部隊。
戦闘船団
リブートダイアクロンで登場したポッドグランダーやバトルコンボイなどで構成される移動基地部隊。
ダークスター
リブートダイアクロンで登場した主要な防衛ステーションに所属している宙間追撃機動チーム。
ゾーンフリート（警備艦隊）
リブートダイアクロンで登場したゾーン各地の海域を防衛する部隊。
陸上機動艦隊
リブートダイアクロンで登場したグランドダイオンを旗艦として構成される移動基地部隊。
宙域機動戦隊
リブートダイアクロンで登場した宙域での各種作戦機動に特化した部隊。
ワルダー軍団
フリーゾンエネルギー奪取を目的に地球を侵略する異星人。封入ブックレットの挿絵で、その直立した昆虫の様な姿が確認できた。彼らが使用するマシンも昆虫をモチーフとしたデザインである。
インガム将軍
昆虫軍団を率いるワルダー軍団の将軍。ダイアクロン隊の思わぬ抵抗により、作戦の失敗、敗戦が続き更迭される。
ブルースター将軍
インガム将軍に代わり地球攻撃の任務に就いた。アンドロメダ方面で戦果を上げていた若き知将。「タイムホール」を使ったゲリラ攻撃によりダイアクロン隊を翻弄する。
タイムホール作戦
新将軍ブルースターが敢行した新たな地球攻撃作戦。都市部に突然「次元の穴（ワームホール）」を開き恐竜軍団を操ってゲリラ攻撃を行う。これによりダイアクロン隊は従来の巨大ロボットを中心とした部隊から、迅速に対応できるカーロボット隊に部隊編成の見直しを迫られる。実際の商品展開も「ミニフィギュアと基地ロボット」という物からミニフィギュアに拘らない「変形ロボット」中心の展開に路線変更している。
フリーゾンエネルギー
惑星の中核にある未知のエネルギー。僅かな量で一国の電力をまかなえるほど膨大かつ強力なエネルギー源だが、惑星の命の源でもあるため、採取しすぎると惑星の寿命を縮める危険性も孕んでいる。ワルダー星はフリーゾンの乱用により崩壊寸前となり、新たなエネルギー源を求めて他惑星の侵略を展開していた。

## メディア展開

### 漫画版
- テレビマガジン（講談社）版 - 成井紀郎作

1980年3月号から1982年2月号まで連載。玩具発売より前に連載が開始されており、設定や物語展開が大きく異なっている。
- てれびくん（小学館）版 - 小林たつよし作

1983年3月号から8月号まで連載。『チェンジ戦隊カーロボット』というタイトルで、ダイアクロンの名称は劇中に登場しない。その名の通り、カーロボットの活躍を中心とした物語展開が行われていた。

### 雑誌記事
- 「DIACLONE ESSAY」

1980年代前半にタカラが発行していたホビー雑誌『デュアルマガジン』のNo.11とNo.12で掲載されたダイアクロンの特集記事。中原れいや幡池裕行によるイメージイラストや設定に関する考証が掲載された。

## トランスフォーマーでの転用とオマージュ
本シリーズの玩具は1984年から展開されたハズブロの『トランスフォーマー』シリーズに転用された。日本でも1985年より『戦え!超ロボット生命体トランスフォーマー』のタイトルでアニメ放送および玩具展開が行われた。玩具はダイアクロン版から隊員が削除され、カラーリングが変更されている商品も多い。
また、1990年に展開された『トランスフォーマーZ』はダイアクロン同様、基地とマイクロトランスフォーマーの連携が基本の遊び方となっている。その際にビッグパワードやコズモローラー等を参考にプレイバリューや変形機構が検討されており、「攻撃参謀ソニックボンバー」の変形時に首がせり出すぜんまいギミックは2016年版ダイアバトルスV2に引き継がれている。
更に「総司令官ダイアトラス」ら3体のロボットが合体する超巨大戦艦の名称が『ビッグパワード』である点や、続編の『トランスフォーマー リターン・オブ・コンボイ』の「グランダス」の通称が『ロボットベース』である事など度々ダイアクロンのオマージュが見られる。